# Theda Bara

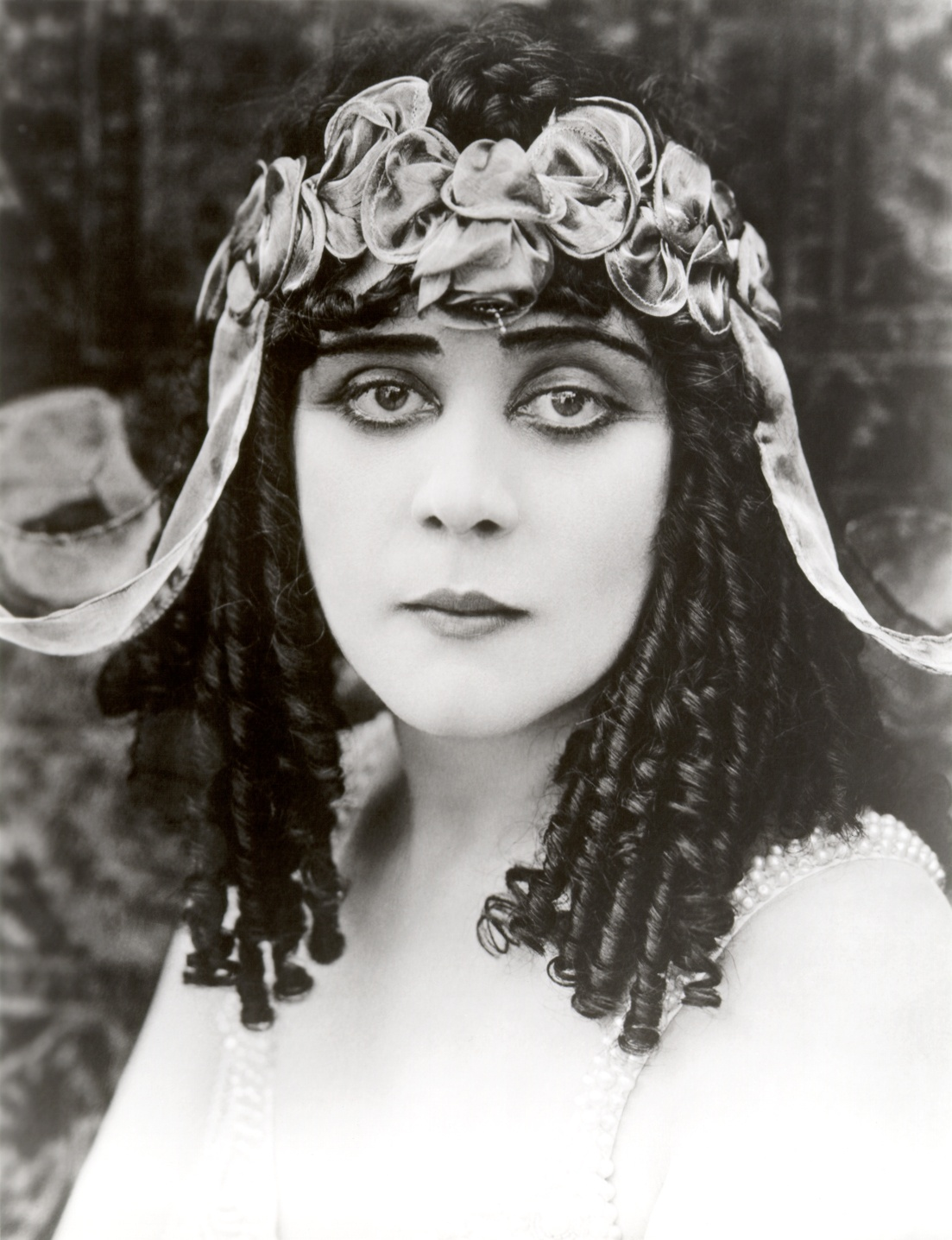
Theda Bara

Theda Bara, eigentlich Theodosia Burr Goodman, auch Theodosia de Coppett und Theda Bara Brabin (* 29. Juli 1885 in Cincinnati, Ohio; † 7. April 1955 in Los Angeles, Kalifornien) war eine US-amerikanische Schauspielerin. Sie war ein Star des amerikanischen Stummfilmkinos und gilt als eines der ersten Sexsymbole der Filmgeschichte.

## Leben
Nach dem Besuch der University of Cincinnati arbeitete sie in Theaterproduktionen und zog 1908 nach New York City um. Kurze Zeit trat sie auch unter dem Künstlernamen Theodosia de Coppett auf. 1908 hatte sie ihr Broadway-Debüt in der Produktion The Devil. 
Der Filmmogul William Fox besetzte die weitgehend unbekannte Schauspielerin 1915 als Vampir für den Film A Fool There Was, der auf dem bekannten Gedicht The Vampire von Rudyard Kipling basiert. Der Streifen war für die damalige Zeit sehr gewagt und spiegelt die Angst einer von viktorianischen Moralvorstellungen geprägten Gesellschaft vor der ungezügelten weiblichen Sexualität wider: Theda Bara spielt eine verruchte Frau, die bislang unbescholtene Männer verführt und zugrunde richtet. Auf einem Ozeandampfer lernt sie ihr jüngstes Opfer kennen und macht es mit Hilfe ihres ungehemmten Sexappeals gefügig. Alle Versuche der Familie des Mannes, ihn aus der Abhängigkeit des Vamps zu befreien, scheitern; am Ende stirbt der Mann. Die Schlussszene zeigt Theda Bara, wie sie Blütenblätter auf den Leichnam streut und geheimnisvoll lächelt. Der Ausspruch Kiss Me, my Fool – als Zwischentitel im Film zu lesen – fand Eingang in die amerikanische Umgangssprache. Der Film wurde ein finanzieller Erfolg, und William Fox entwickelte eine bis dahin beispiellose PR-Kampagne um die Neuentdeckung. In Pressemeldungen war zu lesen, Theda Bara sei ein Anagramm aus Arab Death, und Theda die Tochter eines französischen Künstlers und einer arabischen Prinzessin. Sie sei von Wüstenstämmen entführt und mit Schlangenblut genährt worden. Auch habe sie die Gabe der Prophetie. Ihr unstillbarer sexueller Appetit auf der Leinwand finde auch im Privatleben der Schauspielerin seine Entsprechung. Auf Fotos war sie oft halbnackt in erotischen Posen zu sehen und/oder mit magischen Symbolen wie Totenschädeln, Skeletten und Raben. Ihre Filmkostüme waren an Eindeutigkeit kaum zu überbieten. Da die Filmzensur erst Mitte der 1920er Jahre verschärft wurde (siehe Hays Code), waren anzügliche Aufmachungen und sexuell provokante Szenen möglich. Der Rollentyp des Vamps war etabliert.
Die sich ständig potenzierende Werbung, die aus Bara die „lasterhafteste Frau der Welt“ machte, fiel während und kurz nach dem Ersten Weltkrieg auf fruchtbaren Boden. Viele Studios versuchten ebenfalls, Vamps zu etablieren. In der Nachfolge von Bara wurden Schauspielerinnen wie Dagmar Godowsky, Miss DuPont, Geraldine Farrar und Alla Nazimova bekannt. Bara spielte von 1915 bis 1919 in gut 40 meist nur dünn kaschierten Variationen ihres ersten Erfolges, wobei der Titel meist Programm war: Sin, The Devil's Daughter, The Vixen, The Serpent oder The Tiger Woman. Sie porträtierte auch bekannte Gestalten aus der Historie: Salome, Cleopatra, Comtesse du Barry und ähnlich „verworfene“ Frauen. Die endlose Wiederholung des ewig Gleichen führte rasch zu einem Abnehmen ihrer Popularität, und bald nach 1918 sorgten die fröhlichen Bathing Beauties von Mack Sennett und die erotischen Fantasien von Cecil B. DeMille wie Why Change Your Wife? und Don't Change Your Husband, die oft Gloria Swanson in sorgfältig choreografierten Badeszenen zeigten, für einen Wandel im Publikumsgeschmack. Erotik wurde nicht länger dämonisiert, sondern als normaler Bestandteil des menschlichen Zusammenlebens interpretiert. 1919 ging Bara zum Broadway und versuchte 1921 ein halbherziges Comeback beim Film, um sich 1926 endgültig von der Leinwand zu verabschieden. Seit 1921 mit dem Regisseur und Schauspieler Charles Brabin verheiratet, verbrachte Theda Bara den Rest ihres Lebens als großzügige Gastgeberin prominenter Salons und Feiern in Hollywood und Cincinnati.
Die junge Marilyn Monroe verkörperte Anfang der Fünfziger für das Magazin LIFE in einer Fotoserie bekannte Sexsymbole der Vergangenheit, unter anderem auch Theda Bara. Als Bara sich 1954 in einen öffentlich eskalierenden Streit zwischen Joan Crawford und dem Magazin Confidential einmischte, kommentierte Crawford das mit den Worten: Poor Theda. No one ever knew that she was still alive. (Übersetzung: Arme Theda. Niemand wusste, dass sie noch lebte.)
Bara starb 1955 an Magenkrebs und wurde als Theda Bara Brabin im Forest Lawn Memorial Park Friedhof in Glendale, Kalifornien, beigesetzt.
Theda Bara hat einen Stern auf dem Hollywood Walk of Fame und 1994 wurde ihr zu Ehren eine Briefmarke herausgegeben. Louis Vuitton ehrte diese Frau, indem er eine seiner Taschen nach ihr benannte.
Durch den Filmlager-Brand in den 20th Century Fox Studios am 9. Juli 1937, bei dem mehr als 75 % des dort gelagerten Filmmaterials zerstört wurden, sind heute nur noch sechs Filme mit Bara vollständig erhalten: The Stain, A Fool There Was, East Lynne, The Unchastened Woman, Madame Mystery und 45 Minutes from Hollywood.

## Filmografie
- 1914: The Stain*
- 1915: A Fool There Was*
- 1915: The Kreutzer Sonata
- 1915: The Clemenceau Case
- 1915: The Devil’s Daughter
- 1915: Lady Audley’s Secret
- 1915: The Two Orphans
- 1915: Sin
- 1915: Carmen
- 1915: The Galley Slave
- 1915: Destruction
- 1915: Siren of Hell
- 1916: The Serpent
- 1916: Gold and the Woman
- 1916: The Eternal Sappho
- 1916: East Lynne*
- 1916: Under Two Flags
- 1916: Her Double Life
- 1916: Romeo and Juliet
- 1916: The Vixen
- 1917: The Tiger Woman
- 1917: Her Greatest Love
- 1917: Heart and Soul
- 1917: Camille
- 1917: Cleopatra
- 1917: The Rose of Blood
- 1917: Madame Du Barry
- 1917: The Darling of Paris
- 1918: The Forbidden Path
- 1918: Salome
- 1918: When a Woman Sins
- 1918: Under the Yoke
- 1918: The Soul of Buddha
- 1918: The She Devil
- 1919: The Light
- 1919: A Woman There Was
- 1919: Kathleen Mavourneen
- 1919: La Belle Russe
- 1919: When Men Desire
- 1919: The Siren’s Song
- 1919: The Lure of Ambition
- 1921: The Prince of Silence
- 1925: Ach, wie so trügerisch sind Männerherzen* (The Unchastened Woman)
- 1926: Madame Mystery* (Kurzfilm)
- 1926: Laurel und Hardy: Diese Dame ist ein Kerl* (45 Minutes from Hollywood)

Vollständig erhaltene Filme sind mit * gekennzeichnet.